# 부활절 월요일
부활절 월요일 또는 이스터 먼데이(Easter Monday)는 부활절 다음날인 월요일이다. 기독교를 믿는 많은 국가들에게 의미가 깊은 날이며, 특히 유럽 및 중남미 국가들에서 공휴일이다.

## 같이 보기
- 부활절
- 주님 승천 대축일
- 성령 강림 대축일